# Dragonfly 44
Dragonfly 44, aussi nommée SDSS J130057.99+265839.7, est une galaxie ultra-diffuse de masse comparable à celle de la Voie lactée mais composée presque exclusivement de matière noire. La galaxie a un rapport masse/luminosité de 48+21
−14 M☉/L☉ et une proportion d'environ 98 % en masse de matière noire dans le rayon effectif.

## Découverte
Une équipe de chercheurs de Yale menée par Pieter Van Dokkum a découvert Dragonfly 44 en 2011.